# Pollution par la lumière polarisée

Modification de l’apparence d’un matériau tournant sous un faisceau (immobile) de lumière polarisée, observé au microscope.

La pollution par la lumière polarisée (PLP, ou Polarized light pollution pour les anglophones) consiste en des modifications artificielles de la polarisation naturelle de la lumière solaire. Il s'agit de l'une des diverses formes de pollution lumineuse.
La lumière solaire, elle-même légèrement polarisée, se polarise d'autant plus au contact de l'eau et de la vapeur d'eau dans l'atmosphère terrestre. En percevant la direction de photons ainsi polarisés, certaines espèces peuvent s'orienter et très précisément percevoir la verticale ou corriger leur route, notamment lors de migrations.

Des modifications artificielles de la polarisation de la lumière naturelle ou une lumière artificielle polarisée à sa source peuvent perturber le comportement de ces espèces, et éventuellement les écosystèmes.

## Histoire du concept
Jean-Baptiste Biot et ses successeurs ont montré que des solutions de produits organiques comme le fructose et le saccharose peuvent polariser la lumière. Mais ce n'est que depuis quelques décennies qu'on pense que la lumière polarisée joue un rôle important dans les écosystèmes, en particulier pour les insectes.
Plus récemment, alors que la notion de pollution lumineuse était encore jeune, des questions ont émergé au sujet d'éventuels impacts de la polarisation artificielle de la lumière émise ou reflétée par des matériaux anthropiques
Depuis janvier janvier 2009, de nombreux auteurs se sont intéressés aux effets délétères de l’éclairage nocturne sur les animaux et les écosystèmes, phénomène englobé dans la notion de pollution lumineuse. La pollution lumineuse regroupe toutes les conséquences de l’altération des cycles nycthéméraux par des sources artificielles de lumière, ou certains effets de la lumière artificielle (y compris de jour). Mais une lumière naturelle peut être filtrée et se voir polarisée ou transformée (changement de couleur, etc.) par le matériau qui la filtre, en absorbe une partie et en renvoie une autre ou la réverbère (la réflexion sur une surface, l’absorption dichroïque, ou un matériau biréfringent peuvent polariser la lumière naturelle). Sa nouvelle forme peut alors affecter certaines espèces dont les yeux ou des cellules photosensibles peuvent percevoir et utiliser la polarisation.
Certains chercheurs tels que Gábor Horváth et Péter Malik du laboratoire de bio-optique (Biooptics Laboratory), ainsi que György Kriska, de l'Institut de biologie de l’université d’Eötvös à Budapest ou Bruce Robertson se sont récemment intéressés à un sous-ensemble des phénomènes appartenant à la pollution lumineuse ; Ils ont étudié les altérations de certaines fonctions biologiques ou écologiques chez des taxons animaux capables d’exploiter comme une source d'information cette caractéristique de la lumière qui est son sens de polarisation (exemples plus bas).
En 2009, Gábor Horváth et son équipe ont proposé que soit dorénavant utilisée une expression nouvelle (« pollution par la lumière polarisée » ou polarized light pollution ou PLP) afin de mieux décrire pour si-possible traiter les conséquences écologiques spécifiques (directes ou différées dans l’espace et le temps) de la lumière qui a été polarisée (à la source, ou en interagissant avec des objets fabriqués ou modifiés par l'homme).

Ils ont montré que certaines sources artificielles de lumière polarisée peuvent déclencher des comportements anormaux et inadaptés (pouvant éventuellement conduire à la mort de l’individu) chez les espèces (ou taxons) sensibles à la lumière polarisée.

Ce type de lumière altère leur comportement individuel, mais peut aussi secondairement modifier les comportements et la dynamique des populations qui y est exposé, et induire des interactions écologiques entre ces espèces et d’autres ou entre ces espèces et leur environnement et conduire à des modifications ou dégradations écosystémiques.

## Corpus scientifique

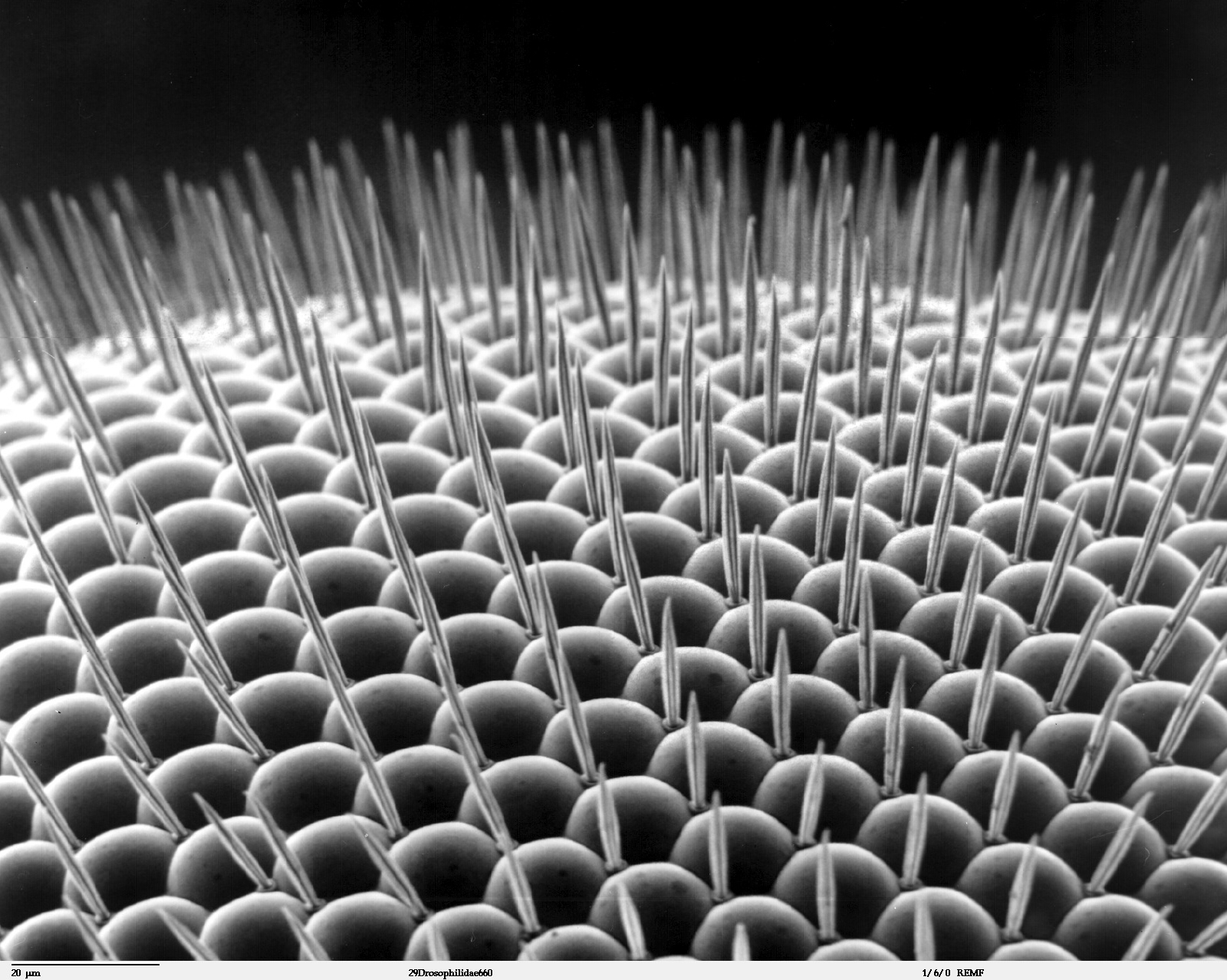
Œil de drosophile. Les ommatidies des yeux de nombreux insectes les rendent sensibles à la polarisation de la lumière.

Les scientifiques connaissent bien le phénomène physique de polarisation de la lumière, mais leurs connaissances sur la manière dont de très nombreuses espèces perçoivent et utilisent la polarisation de la lumière qui leur arrive, ou qui peut être renvoyée de sa réverbération sur leur corps (élytres, écailles de papillons qui polarisent la lumière) sont encore incomplètes (d’autant que beaucoup d’espèces distinguent des longueurs d’onde, y compris dans l'ultra-violet que l’homme ne distingue pas)[réf. nécessaire].
La capacité de différentes formes de PLP à augmenter considérablement la mortalité (d'insectes par exemple) et les difficultés constatées à protéger la biodiversité et les capacités normales de vie et de reproduction d’espèces autrefois communes font suggérer à certains auteurs que la PLP devrait devenir un nouveau centre d’intérêt pour le domaine de la biologie de la conservation, et pour les aménageurs du territoire soucieux du développement durable.
Si un œil (ou n’importe quel matériau non métallique inerte transparent ou translucide) se comporte comme un filtre polarisant, quand il est traversé par une onde lumineuse déjà polarisée (lumière renvoyée par un pétale de fleur par exemple) il prend en physique le nom d'« analyseur ». Des analyseurs d'orientation croisée permettent de détecter l'état de polarisation d'une onde incidente. L’œil de certaines espèces — pas de l’humain — peut probablement utiliser la polarisation pour mieux voir au travers de l’eau sous les angles pour lesquels la réflexion n'est pas totale, comme le photographe utilise un filtre polarisant pour éliminer les reflets.

## Causes de PLP
La PLP est une des conséquences discrètes, mais fréquentes de certaines technologies et de certains matériaux développées ces dernières décennies (surface de verre réfléchissant, tôles et carrosseries métalliques brillantes des voitures, routes asphaltées, les façades d'immeubles en métal poli, films plastiques utilisés pour les serres agricoles ou les cultures au sol, etc.
- Les matériaux dichroïques sont caractérisés par une absorption sélective de la lumière, qui dépend de la direction d'observation ; la lumière qui les atteint est réfléchie polarisée et une lumière incidente polarisée peut en sortir plus ou moins affaiblie. Les animaux (insectes en particulier) peuvent confondre une surface (verre, tôle peinte) renvoyant certains types de lumière polarisée avec une surface en eau ; ou peut-être une absence de surface[5].
- La lumière du soleil (ou celle réfléchie par la Lune) est faiblement polarisée et le reste même après avoir traversé les nuages, ou dans une atmosphère où la lumière parait homogène ou diffuse, la lumière réfléchie par une surface d'eau ou certaines surfaces végétales est fortement polarisée et cette polarisation ne varie pas avec la luminosité ce qui permet à certaines espèces de s’orienter (probablement jusqu’à grande profondeur, ou dans une eau relativement turbide). Certains matériaux renvoient la lumière à la manière d'une surface en eau, en la polarisant.

## Exemples d'animaux sensibles à la polarisation de la lumière

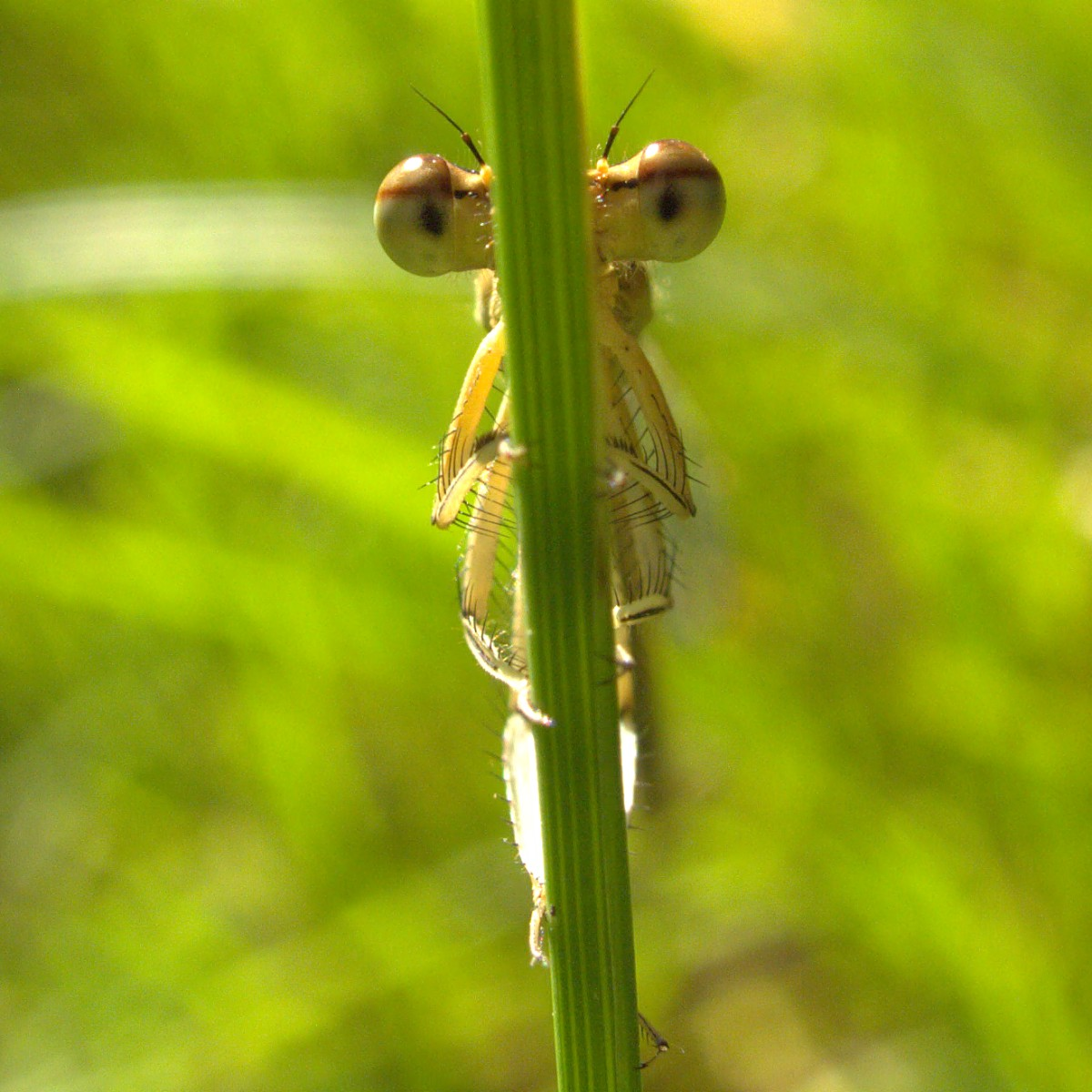
Les yeux à facette de Platycnemis pennipes collectent une lumière directe ou incidente.

De nombreux animaux perçoivent et utilisent la polarisation de la lumière, qu'ils utilisent souvent pour la navigation, car le jour, la polarisation de la lumière du ciel est toujours parfaitement perpendiculaire à la direction du soleil. Les exemples documentées comprennent:
- L'araignée Drassodes cupreus possède plusieurs paires d'yeux spécialisés dans la détection de la polarisation de la lumière[6];
- les abeilles domestiques utilisent la polarisation de la lumière solaire pour se diriger et lors de leur danse communicative;
- Le criquet Schistocerca gregaria semble exclusivement utiliser la polarisation de la lumière pour s’orienter, grâce à des photorécepteurs positionnés en périphérie de ses yeux;
- Le squille multicolore, Odontodactylus scyllarus, qui dispose d’yeux équipés de nanocapteurs dont les capacités de détection de la polarisation de la lumière sont très supérieures à celles des dispositifs technologiques produits par l'humain[7]. Les photorécepteurs sont des faisceaux de microtubules lipidiques longs de 150 micromètres et faisant 40 nanomètres de diamètre externe qui contiennent des photopigments. Leur structure combine la biréfringence due à l'empilement périodique de nanostructures et une biréfringence intrinsèque des microtubes, ce qui fait de cet organe une « lame quart d'onde » achromatique, qui fonctionne quelle que soit la longueur d'onde lumineuse, et sur toute l'étendue du spectre visible, ce qu’aucune technologie connue ne peut faire en 2010;
- Les taons y sont si sensibles qu'on a inventé un piège basé sur ce phénomène[8];
- Les céphalopodes tels que la sèche Sepia officinalis, peut moduler la polarisation de la lumière réfléchie par sa peau, ce qui pourrait lui permettre de communiquer ou d'échapper à des prédateurs[9],[10],[11].

## Enjeux
Les conséquences de la pollution lumineuse polarisée sur l’environnement ont déjà été étudiées, toutefois les conséquences de cette pollution sur les communautés humaines restent peu connues. La pollution lumineuse polarisée engendre des enjeux de santé publique et de qualité de vie urbaine.

### Enjeux environnementaux
Premièrement, la pollution lumineuse polarisée a des effets sur l’environnement. La lumière émise par des surfaces artificielles perturbent et désorientent les espèces, notamment les insectes et les oiseaux. Leur comportement, leur migration et leur reproduction peuvent être perturbés.
La lumière polarisée a des effets sur les écosystèmes aquatiques. Les espèces attirées par les surfaces polarisantes peuvent être attirées par les mauvaises surfaces et pondre sur les mauvaises surfaces. Ceci compromet le cycle de vie de ces espèces.
La lumière polarisée peut altérer l’aspect naturel des paysages. Ceci constitue un problème pour les sites naturels et les zones protégées.

### Enjeux sociaux
La lumière polarisée peut avoir des effets sur la santé publique et la perception visuelle. Les rythmes circadiens peuvent être perturbés par l’exposition à une lumière polarisée excessive.Il a été démontré que la lumière polarisée artificielle en excès accentue les dérèglements du cycle circadien, ce qui augmente les risques de troubles du sommeil, d’obésité, de dépression…  La lumière polarisée peut éblouir les individus et affecter leur vision nocturne.
Dans les espaces urbains, les effets visuels de la lumière polarisée engendrent une gêne visuelle accrue. Cette lumière peut perturber la perception de l’environnement nocturne,.De plus, la polarisation excessive peut perturber l’observation du ciel nocturne et des astres.  

## Remédiation
Si la technologie et de nombreux matériaux ont été à l’origine de polarisation artificielle et involontaire de la lumière solaire ou de lumières artificielles, certaines technologies et matériaux nouveaux pourraient aussi permettre de mieux le mesurer et d’atténuer ce problème. G. Horváth et son équipe suggèrent d’utiliser dans l’environnement de manière générale des surfaces plus rugueuses et moins sombres, et de diminuer l'éclairage nocturne près des surfaces réfléchissantes (parkings et immeubles), ce qui peut se faire en utilisant des dispositifs de détection n’allumant les lumières que là et quand elles sont nécessaires.

#### Organismes
- Association nationale pour la protection du ciel et de l'environnement nocturnes (ANPCEN)
- Association pour la sauvegarde du ciel et de l'environnement nocturnes (ASCEN) - Belgique

#### Recherches
- Recherches sur la modélisation hétérogère et la détection hyperspectrale de la pollution lumineuse
- (it + en) Travaux universitaires de Pierantonio Cinzano